# Mario de Benito
Mario de Benito (Taravilla, província de Guadalajara, 25 de setembre de 1958) és un músic espanyol, compositor de bandes sonores. Va començar fent música pop amb els grups Trópico de Cáncer el 1985 i Trabesura el 1989. Va debutar al cinema el 1990 amb el director i productor Eduardo Campoy (A solas contigo). La seva música s'ha distingit per l'ús freqüent de sintetitzadors. Ha compost la banda sonora de le sèries Los ladrones van a la oficina (1993-1997), A las once en casa (1997-1998), La casa de los líos (1997-2000) o Manos a la obra (2001).
Fou nominat als Premis ATV 2002 per la banda sonora de Cuéntame i el 2004 al Goya a la millor cançó original per Cosa de brujas'.' El 2011 va compondre la banda sonora de No habrá paz para los malvados, amb la qual va guanyar el premi a la millor música a les Medalles del Cercle d'Escriptors Cinematogràfics de 2011 i fou nominat al Goya a la millor música original.

## Filmografia (parcial)
- Los ladrones van a la oficina (1993-1997)
- La leyenda de Balthasar el castrado (1996)
- A las once en casa (1997-1998)
- La casa de los líos (1997-2000)
- Manos a la obra (2001)
- Dama de Porto Pim (2001)
- El deseo de ser piel roja (2002)
- La caja 507 (2002)
- Cuéntame (2002)
- La vida mancha (2004)
- Cosa de brujas (2004)
- Un franco, 14 pesetas (2006)
- No habrá paz para los malvados (2011)
- El ángel de Budapest (2011)